# Otto Wahle
Otto Wahle (Vienna, 5 novembre 1879 – Forest Hills, 11 agosto 1963) è stato un nuotatore e allenatore di nuoto austriaco.
Alle Olimpiadi di Parigi 1900 vinse due medaglie d'argento, nei 1000m stile libero, nuotando in 14'53"6, e nei 200m ostacoli, fermando il cronometro a 2'40"0. Quest'ultima consisteva nell'arrampicarsi su una pertica, superare una fila di barche e poi ritornare nuotando sotto le barche. Fu disputata solo in quell'edizione dei Giochi olimpici e mai più ripetuta nel programma olimpico.
Prese parte anche alla gara dei 200 metri stile libero, arrivando primo in semifinale, stabilendo il momentaneo record olimpico in 2'35"6, ritirandosi però in finale.
Nel 1901 Wahle si trasferì negli Stati Uniti, dove continuò l'attività agonistica nelle file del New York Athletic Club. Alle Olimpiadi di St. Louis 1904 vinse ancora una medaglia, il bronzo nei 440 iarde stile libero, in 6'39"0. Gareggiò in altre due gare, nei 880 iarde stile libero, dove arrivò quinto in finale, e nel miglio stile libero, arrivando quarto in finale.
In carriera stabilì un primato europeo sui 200 m stile libero con 3'08"4.
Divenne cittadino statunitense nel 1906. Dopo il ritiro dalle gare, Wahle rimase nell'ambiente del nuoto come tecnico; fu allenatore capo della squadra statunitense alle Olimpiadi di Stoccolma 1912 e portò il campione hawaiiano Duke Kahanamoku alla conquista della sua prima medaglia d'oro. Supervisionò gli allenamenti di nuoto di George Patton, un diplomato di West Point che partecipava alle gare di pentathlon moderno in quell'Olimpiade, e che sarebbe poi diventato famoso come generale durante la Seconda guerra mondiale.
Oltre ad allenare, Wahle svolse importanti ruoli amministrativi nel nuoto. Per quindici anni raccolse le statistiche ufficiali dei primati nazionali ed continentali di Europa, America e Australia. Fece parte del comitato della Amateur Athletic Union of the United States che si occupò di sviluppare e definire i regolamenti da adottare nelle gare di nuoto.
Nel 1996 fu inserito nella International Swimming Hall of Fame, la Hall of Fame internazionale del nuoto.